# Proctacanthus philadelphicus
Proctacanthus philadelphicus là một loài ruồi trong họ Asilidae. Proctacanthus philadelphicus được Macquart miêu tả năm 1838. Loài này phân bố ở vùng Tân Bắc giới.